# Lista de embaixadores do Brasil na Ucrânia
Esta é uma lista de embaixadores do Brasil, ou outros chefes de missão, na Ucrânia. Desde 2005, o embaixador do Brasil na Ucrânia acumula o cargo de embaixador do Brasil na Moldávia.
O atual embaixador é Norton de Andrade Mello Rapesta, que apresentou suas credenciais ao presidente da Ucrânia Volodymyr Zelensky no dia 4 de março de 2021.
No dia 1º de março de 2022, o embaixador e sua equipe deixaram a embaixada em Kiev por razões de segurança, devido a invasão da Ucrânia pela Rússia, e passaram a trabalhar a partir de Chisinau, capital da Moldávia. No dia 26 de julho do mesmo ano, o Itamaraty anunciou o retorno do embaixador à Kiev.
| #                                                                         | Representante                                                             | Título                                                                    | Nº MSF                                                                    | Nomeação no DOU                                                           | Nomeado por                                                               | Início da missão                                                          | Término da missão                                                         | Ref.                                                                      |
| Embaixador do Brasil na Rússia e na Ucrânia (residente em Moscou, Rússia) | Embaixador do Brasil na Rússia e na Ucrânia (residente em Moscou, Rússia) | Embaixador do Brasil na Rússia e na Ucrânia (residente em Moscou, Rússia) | Embaixador do Brasil na Rússia e na Ucrânia (residente em Moscou, Rússia) | Embaixador do Brasil na Rússia e na Ucrânia (residente em Moscou, Rússia) | Embaixador do Brasil na Rússia e na Ucrânia (residente em Moscou, Rússia) | Embaixador do Brasil na Rússia e na Ucrânia (residente em Moscou, Rússia) | Embaixador do Brasil na Rússia e na Ucrânia (residente em Moscou, Rússia) | Embaixador do Brasil na Rússia e na Ucrânia (residente em Moscou, Rússia) |
| ------------------------------------------------------------------------- | ------------------------------------------------------------------------- | ------------------------------------------------------------------------- | ------------------------------------------------------------------------- | ------------------------------------------------------------------------- | ------------------------------------------------------------------------- | ------------------------------------------------------------------------- | ------------------------------------------------------------------------- | ------------------------------------------------------------------------- |
| –                                                                         | Sebastião do Rêgo Barros Netto                                            | Embaixador Extraordinário e Plenipotenciário                              | MSF 358/1993                                                              | 25 de janeiro de 1994                                                     | Itamar Franco                                                             | 1993                                                                      | 1994                                                                      | [ 5 ]                                                                     |
| Embaixador do Brasil na Ucrânia                                           |                                                                           |                                                                           |                                                                           |                                                                           |                                                                           |                                                                           |                                                                           |                                                                           |
| 1º                                                                        | Asdrúbal Pinto de Ulysséa                                                 | Embaixador Extraordinário e Plenipotenciário                              | MSF 258/1994                                                              | 8 de novembro de 1994                                                     | Itamar Franco                                                             | 19 de dezembro de 1994                                                    | 30 de junho de 1998                                                       | [ 6 ] [ 7 ]                                                               |
| –                                                                         | Gustavo Mesquita de Siqueira                                              | Encarregado de Negócios                                                   | —                                                                         | —                                                                         | —                                                                         | 30 de junho de 1998                                                       | 14 de julho de 1998                                                       | [ 7 ]                                                                     |
| 2º                                                                        | Mário Augusto Santos                                                      | Embaixador Extraordinário e Plenipotenciário                              | MSF 80/1998                                                               | 4 de março de 1998                                                        | Fernando Henrique Cardoso                                                 | 14 de julho de 1998                                                       | 6 de março de 2001                                                        | [ 8 ] [ 7 ]                                                               |
| –                                                                         | Duval de Vasconcelos Barros                                               | Encarregado de Negócios                                                   | —                                                                         | —                                                                         | —                                                                         | 6 de março de 2001                                                        | 21 de março de 2001                                                       | [ 7 ]                                                                     |
| 3º                                                                        | Hélder Martins de Moraes                                                  | Embaixador Extraordinário e Plenipotenciário                              | MSF 242/2000                                                              | 3 de janeiro de 2001                                                      | Fernando Henrique Cardoso                                                 | 21 de março de 2001                                                       | 10 de maio de 2003                                                        | [ 9 ] [ 7 ]                                                               |
| –                                                                         | Duval de Vasconcelos Barros                                               | Encarregado de Negócios                                                   | —                                                                         | —                                                                         | —                                                                         | 10 de maio de 2003                                                        | 12 de maio de 2003                                                        | [ 7 ]                                                                     |
| 4º                                                                        | Renato Luiz Rodrigues Marques                                             | Embaixador Extraordinário e Plenipotenciário                              | MSF 288/2002                                                              | 28 de março de 2003                                                       | Luiz Inácio Lula da Silva                                                 | 12 de maio de 2003                                                        | 15 de junho de 2009                                                       | [ 10 ] [ 7 ]                                                              |
| –                                                                         | Zenik Krawctschuk                                                         | Encarregado de Negócios                                                   | —                                                                         | —                                                                         | —                                                                         | 15 de junho de 2009                                                       | 17 de agosto de 2009                                                      | [ 7 ]                                                                     |
| 5º                                                                        | Antônio Fernando Cruz de Mello                                            | Embaixador Extraordinário e Plenipotenciário                              | MSF 2/2009                                                                | 29 de abril de 2009                                                       | Luiz Inácio Lula da Silva                                                 | 17 de agosto de 2009                                                      | 13 de janeiro de 2016                                                     | [ 11 ] [ 7 ]                                                              |
| –                                                                         | Cláudio César Rodrigues do Nascimento                                     | Encarregado de Negócios                                                   | —                                                                         | —                                                                         | —                                                                         | 13 de janeiro de 2016                                                     | 14 de julho de 2016                                                       | [ 7 ]                                                                     |
| 6º                                                                        | Oswaldo Biato Júnior                                                      | Embaixador Extraordinário e Plenipotenciário                              | MSF 8/2016                                                                | 5 de abril de 2016                                                        | Dilma Rousseff                                                            | 14 de julho de 2016                                                       | 14 de dezembro de 2020                                                    | [ 12 ] [ 7 ]                                                              |
| –                                                                         | Fabiano Joel Wollmann                                                     | Encarregado de Negócios                                                   | —                                                                         | —                                                                         | —                                                                         | 14 de dezembro de 2020                                                    | 15 de dezembro de 2020                                                    | [ 7 ]                                                                     |
| 7º                                                                        | Norton de Andrade Mello Rapesta                                           | Embaixador Extraordinário e Plenipotenciário                              | MSF 34/2020                                                               | 6 de outubro de 2020                                                      | Jair Bolsonaro                                                            | 15 de dezembro de 2020                                                    | atualmente                                                                | [ 13 ] [ 7 ]                                                              |